# Chafariz das Amoreiras (Santa Cruz)
O Chafariz das Amoreiras Santa Cruz é um chafariz português localizado na freguesia de Santa Cruz
às amoreiras, Serra do Facho no concelho da Praia da Vitória, ilha Terceira, Açores e faz parte do Inventário do Patrimônio Histórico e Religioso para o Plano Diretor Municipal da Praia da Vitória, e remonta ao século XIX.
Este chafariz é composto dois bebedouros para animais e um recinto murado, de forma quadrada, que possui dois tanques de lavar a roupa feitos em pedra.
O recinto murado, os bebedouros e o próprio chafariz são unidos pelo muro onde este último se insere e ao qual se encontram encostados os bebedouros.
O chafariz é construído em cantaria, e é composto por um pano de parede vertical de forma retangular sendo rematado por uma cornija e encimado por o que parece ser um resto de frontão. A água brota de uma bica que se encontra aposta num elemento floral em alto-relevo e cai numa pia retangular.
Acima da bica encontra-se uma cartela de forma oval onde se lê a inscrição: "O. P. 1892". (Obras Públicas 1892).